# Жорже Марко де Олівейра Мораес
Жорже Марко де Олівейра Мораєс (порт. Jorge Marco de Oliveira Moraes; нар. 28 березня 1996) — бразильський футболіст, лівий захисник клубу «Палмейрас». Зіграв один матч у складі збірної Бразилії.

## Біографія

### Клубна кар'єра
Уродженець Ріо-де-Жанейро Жорже почав грати за молодіжні склади клубу «Фламенго» з 11-річного віку. В основному складі дебютував 16 березня 2014 року, вийшовши у стартовому складі на матч Ліги Каріока проти клубу «Бангу».
26 вересня 2014 року Жорже підписав новий контракт із «Фламенго», розрахований до грудня 2017 року. У 2015 році був переведений до основного складу команди.
1 липня 2015 року дебютував у Серії А бразильського чемпіонату, вийшовши у стартовому складі на матч проти клубу «Жоїнвіль». У вересні того ж року продовжив контракт із клубом ще на два роки.
29 травня 2016 року забив свій перший гол у чемпіонаті Бразилії ударом з-за меж штрафного майданчика в матчі проти «Понте-Прети». Цей гол приніс його команді перемогу з рахунком 2:1.
26 січня 2017 року «Монако» заплатив за трансфер Жорже 8,5 млн євро. Цей трансфер став рекордним в історії «Фламенго». У першому сезоні бразилець рідко виходив на поле, але став основним гравцем під час сезону 2017/18 , замінивши Бенджамена Менді, що покинув клуб.
31 серпня 2018 року Жорже був відданий в оренду португальському клубу «Порту» на сезон з можливістю викупу. Втім бразилець програв конкуренцію співвітчизнику Алексу Теллесу і рідко виходив на поле, через що оренда достроково була перервана і 27 березня 2019 року Жорже повернувся до Бразилії, ставши гравцем «Сантоса» на правах оренди до кінця року.  Він дебютував за клуб 4 квітня, у виїзній грі проти «Атлетіко Гояніенсе» (0:1) в рамках Кубка Бразилії. Свій перший гол за клуб він забив 24 квітня проти «Васко да Гами» у тому ж турнірі.
2 жовтня 2020 року бразилець перейшов у швейцарський «Базель» до кінця сезону.  Дебютував за свій новий клуб у виїзній грі чемпіонаті 1 листопада 2020 року проти «Санкт-Галлена» (2:1). Під час домашнього матчу 16 грудня 2020 року проти «Янг Бойз» Жорже отримав травму і був замінений на 62-й хвилині. Травма виявилася важкою і вимагала операції, яка залишила його поза граю на решту сезону. По його завершенню, 22 травня 2021 року, клуб оголосив, що орендна угода з гравцем, яка закінчується 30 червня 2021 року, не буде продовжена і що він повернеться в «Монако».  Загалом за швейцарський клуб Жорже зіграв сім ігор за «Базель», не забивши голів. П'ять із цих ігор відбулися в Національній лізі А, а дві — товариські.
24 липня 2021 року перейшов у бразильський «Палмейрас», підписавши угоду до кінця 2025 року. Того ж року команда стала володарем Кубка Лібертадорес 2021 року, але Жорже у тому розіграші так і не зіграв. Цей результат дозволив команді поїхати на клубний чемпіонат світу 2021 року в ОАЕ, де бразильці стали фіналістами турніру, але і тут Жорже на поле не виходив.

### Кар'єра у збірній
2015 року залучався до складу молодіжної збірної Бразилії, з якою взяв участь у молодіжному чемпіонаті світу у Новій Зеландії. На турнірі він забив гол у півфіналі проти Сенегалу (5:0), допомігши своїй команді вийти у фінал, де Бразилія програла Сербії. Всього на молодіжному рівні зіграв у 10 офіційних матчах, забив 1 гол. Того ж року зіграв у трьох матчах за збірну до 23 років.
У січні 2017 року Жорже отримав виклик до національної збірної Бразилії на товариський матч проти збірної Колумбії. 25 січня 2017 року у цьому матчі він зіграв свій перший матч за збірну.

## Досягнення

### Командні
- Чемпіон штату Ріо-де-Жанейро (1): 2014
- Віце-чемпіон Бразилії (1): 2019
- Чемпіон Франції (1): 2016/17
- Віце-чемпіон Франції (1): 2017/18
- Фіналіст Кубка французької ліги (2): 2016/17, 2017/18
- Віце-чемпіон Швейцарії (1): 2020/21
- Фіналіст Кубка португальської ліги (1): 2018/19
- Володар Кубка Лібертадорес (1): 2021
- Володар Рекопи Південної Америки (1): 2022

### Особисті
- Найкращий лівий крайній захисник молодіжного чемпіонату світу: 2015
- Член «команди року» у чемпіонаті Бразилії: 2016[20]
- Срібний м'яч Бразилії: 2019